# Yura (Arequipa)
Yura es una localidad peruana ubicada en la región Arequipa, provincia de Arequipa, distrito de Yura. Se encuentra a una altitud de 2529 m s. n. m. Tiene una población de 172 habitantes en 1993.
Las calles y plazas de Yura fueron declarados monumentos históricos del Perú el 14 de mayo de 1991 mediante el R.J.N° 708-91-INC/J.

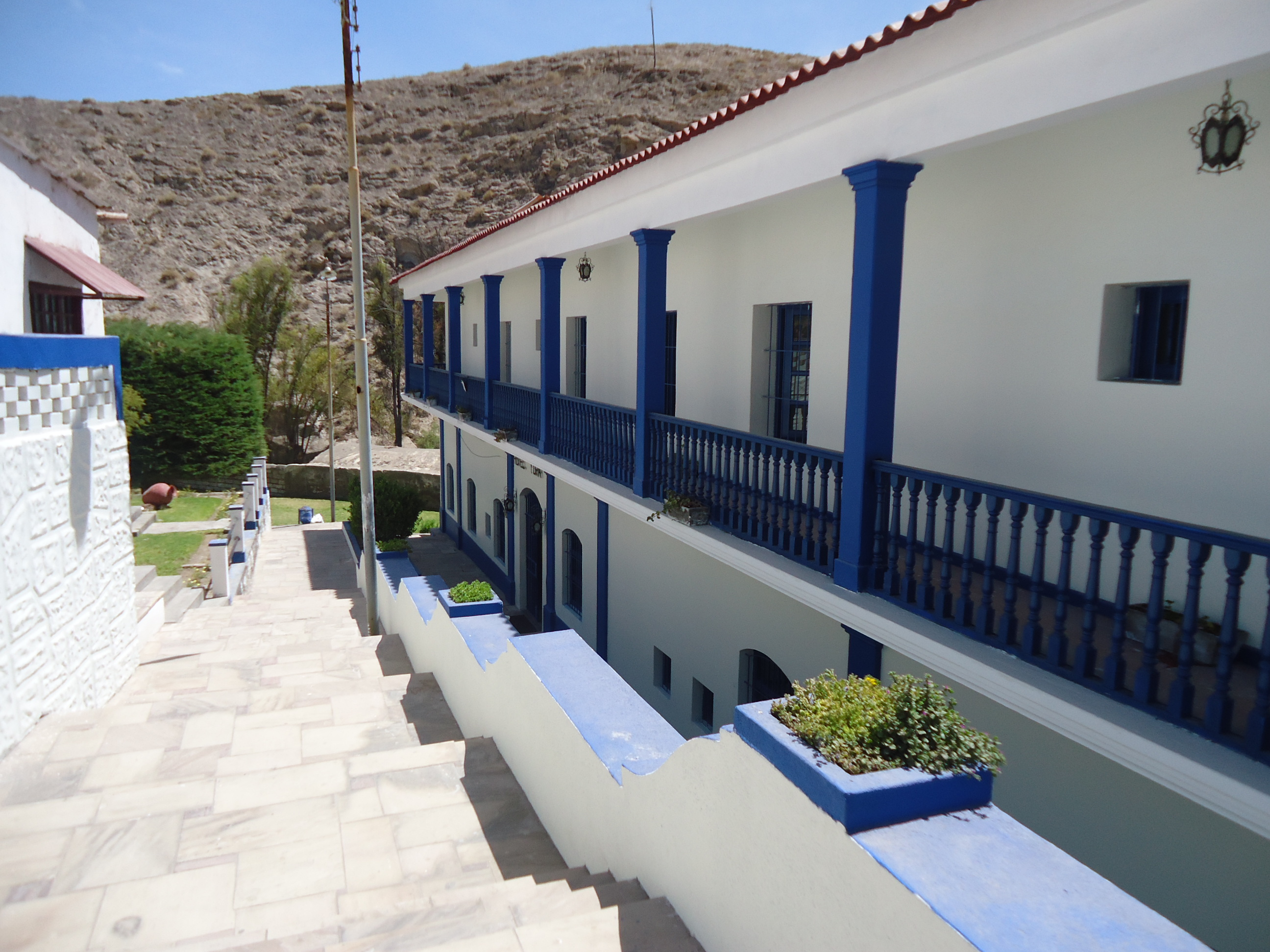

## Clima
| Parámetros climáticos promedio de Yura | Parámetros climáticos promedio de Yura | Parámetros climáticos promedio de Yura | Parámetros climáticos promedio de Yura | Parámetros climáticos promedio de Yura | Parámetros climáticos promedio de Yura | Parámetros climáticos promedio de Yura | Parámetros climáticos promedio de Yura | Parámetros climáticos promedio de Yura | Parámetros climáticos promedio de Yura | Parámetros climáticos promedio de Yura | Parámetros climáticos promedio de Yura | Parámetros climáticos promedio de Yura | Parámetros climáticos promedio de Yura |
| Mes                                    | Ene.                                   | Feb.                                   | Mar.                                   | Abr.                                   | May.                                   | Jun.                                   | Jul.                                   | Ago.                                   | Sep.                                   | Oct.                                   | Nov.                                   | Dic.                                   | Anual                                  |
| -------------------------------------- | -------------------------------------- | -------------------------------------- | -------------------------------------- | -------------------------------------- | -------------------------------------- | -------------------------------------- | -------------------------------------- | -------------------------------------- | -------------------------------------- | -------------------------------------- | -------------------------------------- | -------------------------------------- | -------------------------------------- |
| Temp. media (°C)                       | 14.7                                   | 14.6                                   | 14.7                                   | 14.1                                   | 13.5                                   | 12.9                                   | 12.4                                   | 12.8                                   | 13.9                                   | 14.2                                   | 14.2                                   | 14.6                                   | 13.9                                   |
| Fuente: climate-data.org               |                                        |                                        |                                        |                                        |                                        |                                        |                                        |                                        |                                        |                                        |                                        |                                        |                                        |